# 이노센스 오브 무슬림
이노센스 오브 무슬림(Innocence of Muslims)는 2012년 6월에 공개된 유튜브 동영상으로 무슬림의 순진함이라고 번역되어 불리기도 한다. 미국에서 제작된 13여 분의 동영상이며, 종교적인 성향을 띠고 있다. 이슬람교를 모욕하는 내용이라며 2012년 9월 11일 이집트 카이로와 리비아 벵가지에서 미국 대사관 습격 사건이 발생하였다.

## 같이 보기
- 이노센스 오브 무슬림에 대한 반응
- 윌란스 포스텐 무함마드 만평 논란
- 예언자 마호메트